# 사토 슌지
사토 슌지(佐藤 俊二, 1896년 9월 12일 ~ 1977년 1월 2일)는 일본의 육군 군의관이다. 최종 계급은 소장.
1941년에서 1943년까지 중국 남부에서 활약했던 생체 실험 부대인 광저우 제8604 부대 부장이었다. 1944년부터 제5군 군의부장이었다. 하바롭스크 전범 재판에서 25년 강제노동형을 선고받고 1956년 귀국했다.